# Campeonato Amazonense de Futebol de 2021
O Campeonato Amazonense de Futebol de 2021 foi a 105.ª edição da divisão principal do campeonato estadual do Amazonas, cujo nome oficial foi Barezão 2021. O campeonato voltaria a ter dez clubes depois de cinco edições realizadas com no máximo oito participantes, por conta da ausência de rebaixamento na edição anterior. Entretanto, quatro dias antes do início da competição, o Fast Clube anunciou a sua desistência da disputa desta edição. A competição se iniciou em 6 de março, com final realizada na data de 22 de maio e além de apontar o campeão maior do futebol amazonense na temporada de 2021, serviu para indicar os representantes do estado na edição de 2022 da Copa do Brasil de Futebol, da Copa Verde de Futebol e também do Campeonato Brasileiro de Futebol - Série D.

## Regulamento[2]

### Nome do Troféu
O nome do Troféu entregue ao campeão amazonense de 2021 foi Troféu José Castro de Lima em homenagem ao supracitado que era diretor financeiro da Federação Amazonense de Futebol e faleceu em novembro de 2020.

### Formato de Disputa
O torneio adotou um sistema misto, contando com fase regular e fase final:
Fase Regular
Os nove clubes participantes jogaram em turno único, todos contra todos. Ao final, os oito melhores classificados se garantiram nas fases finais, enquanto o restante (9º colocado) restou desclassificado da competição. Em caso de empate no número de pontos nesta fase, os critérios de desempate eram os seguintes:
- 1º) maior número de vitórias;
- 2º) maior saldo de gols;
- 3º) maior número de gols pró;
- 4º) confronto direto (na primeira fase);
- 5º) sorteio.

Fases Finais
Os oito clubes qualificados disputaram as fases finais, em forma eliminatória com jogos de ida e volta, respeitado o cruzamento olímpico (1º x 8º; 2º x 7º; 3º x 6º e 4º x 5º) cabendo o mando de campo da partida de volta  e a vantagem de jogar por dois empates ou por empate no placar agregado ao clube melhor classificado na primeira fase da competição. O chaveamento até a final do campeonato foi definido pela Diretoria de Competições da FAF em comum acordo com os clubes.
Rebaixamentos
Pelo segundo ano consecutivo, em decorrência das implicações financeiras acarretadas pela Pandemia de COVID-19 aos clubes participantes, não ocorreu rebaixamento no Campeonato Amazonense, bem como foi permitida a desistência desta competição sem punições ao clube desistente, desde que este comunicasse à FAF até o prazo de quarenta e oito horas para o início da competição o seu intuito em não participar do Barezão 2021. Dessa forma, todas as 10 equipes que se encontravam aptas à disputa do Barezão 2021 na época da elaboração do regulamento da competição possuem participação assegurada na edição do Barezão do ano de 2022. 
Classificação geral
Conforme o regulamento da competição, a classificação geral do campeonato foi composta pelo campeão, pelo vice e pelos clubes posicionados de 3º a 9º colocados de acordo com seus respectivos desempenhos na primeira fase da competição. Por conta dessa disposição regulamentar, assinada e consentida por todos os clubes, poderia ocorrer a seguinte hipótese no decorrer da competição: um clube poderia ser semifinalista da competição mas ainda assim ser classificado inferiormente a um que foi eliminado nas quartas de final por ter pior posição na classificação da primeira fase e assim perder eventuais vagas em competições nacionais da temporada de 2022.

## Desistência doFast Clubedo Barezão 2021
Em ofício enviado à FAF na data de 2 de março de 2021, o Fast Clube, alegando dificuldades financeiras, decidiu não participar do Barezão de 2021 . Conforme previsto nos §§2º e 3º do artigo 11 do regulamento do torneio de 2021, não houve rebaixamento, estando todos os clubes que se encontravam aptos a disputar o Barezão de 2021 na época da elaboração do regulamento da competição igualmente aptos a disputar a edição de 2022, bem como foi permitida a desistência do Barezão 2021 sem punições ao clube desistente, desde que este comunicasse à FAF o seu intuito em desistir da competição em até quarenta e oito horas antes do início da competição.  Dessa forma, o Fast Clube, por conta da desistência, não sofreu rebaixamento nem quaisquer outro tipo de punição, visto que comunicou a sua desistência dentro do prazo previsto em regulamento, bem como teve a sua participação no Campeonato Amazonense de Futebol de 2022 assegurada pelo regulamento do torneio de 2021.
O Fast Clube é um dos clubes mais tradicionais do futebol do Amazonas e chegou a disputar o acesso à Terceira Divisão do Campeonato Brasileiro de Futebol no ano anterior. A agremiação tricolor havia se licenciado pela última vez em 2005, e desde sua volta em 2006 o clube sempre figurou entre os quatro melhores posicionados dos campeonatos disputados. Há a ideia de bastidores de que o clube licenciou-se no âmbito estadual para poder se empenhar financeiramente em nova disputada do Campeonato Brasileiro de Futebol - Série D do ano de 2021. Todavia, em outra visão dessa situação, pode não ter ocorrido justiça, uma vez que o Rio Negro, 3º colocado geral da Segunda Divisão de 2020, poderia ter sido homologado pela FAF como herdeiro da vaga e retornar à elite do futebol amazonense com a desistência do Fast Clube.

## A disputa do Barezão de 2021

### Equipes participantes
Sem rebaixamentos na edição de 2020, o Campeonato Amazonense voltaria a ter 10 clubes participantes na edição de 2021, o que não foi possível por conta da desistência do Fast Clube. A edição marcou o retorno do tradicional Clipper que não disputava a primeira divisão desde o ano de 2006, bem como também marcou o retorno do Princesa do Solimões, que desistiu da disputa reformulada da edição anterior, embora tenha disputado a edição cancelada desde o seu início, mas que por conta do regulamento da edição reformulada não prever rebaixamentos e tornar a disputa opcional, teve o seu direito de participar desta edição assegurado. Houve também a estreia do JC de Itacoatiara, tornando este município o segundo do interior a ter dois representantes legítimos disputando uma mesma edição do estadual (o primeiro foi Manacapuru, que nas edições de 2011, 2012 e 2015 teve o Princesa do Solimões e o Operário como seus representantes). 
| Aumento | Equipe promovida da Série B 2020 |

### Promovidos e rebaixados
| Rebaixados da Série A 2020         |
| ---------------------------------- |
| Não houve rebaixamentos na edição. |

| Pos. | Promovido da Série B 2020 |
| ---- | ------------------------- |
| 1º   | Clipper                   |
| 2º   | JC                        |

### Primeira Fase

#### 1ª Rodada (folga:Clipper)
| 6 de março, Arena da Amazônia | Manaus                         | 3 – 1 | JC               |  |
| 15h30                         | Philip 35' · Vanilson 42', 85' |       | Wagner 47' (pen) |  |

| 7 de março, Floro de Mendonça | Penarol                                                 | 3 – 0 | Iranduba |  |
| 15h                           | Douglas 39' (pen) · Marcelo 48' (pen) · Edson 83' (pen) |       |          |  |

| 7 de março, Colina | Nacional-AM                                     | 3 – 2 | São Raimundo-AM                 |  |
| 15h30              | Lucas 09' · Anderson 36' · Arlisson 90+3' (pen) |       | Hemerson 41' (pen) · Edison 65' |  |

| 9 de março, Gilbertão | Princesa do Solimões | 1 – 1 | Amazonas          |  |
| 15h30                 | Everson 22'          |       | Frank Alberto 29' |  |

#### 2ª Rodada (folga:Amazonas)
| 11 de março, Colina | Nacional-AM                                                                   | 7 – 0 | Iranduba |  |
| 20h30               | Anderson 45+3' · Jones 47', 84' (pen), 88' · Roberto 50' (pen), 81' · Max 68' |       |          |  |

| 12 de março, Colina | Manaus       | 1 – 0 | Clipper |  |
| 16h                 | Vanilson 46' |       |         |  |

| 13 de março, Floro de Mendonça | JC                    | 2 – 2 | São Raimundo-AM         |  |
| 15h                            | Jean 68' · Wagner 72' |       | Hemerson 12', 50' (pen) |  |

| 14 de março, Gilbertão | Princesa do Solimões | 1 – 1 | Penarol         |  |
| 15h30                  | Luciano 59'          |       | Lucas Costa 61' |  |

#### 3ª Rodada (folga:São Raimundo)
| 17 de março, Arena da Amazônia | Amazonas        | 2 – 2 | Nacional-AM                     |  |
| 20h30                          | Marion 07', 33' |       | Arilsson 24' (pen) · Abraim 43' |  |

| 19 de março, Colina | Iranduba    | 1 – 3 | Princesa do Solimões                               |  |
| 16h                 | Geraldo 33' |       | Eric 01' · Frank Alberto 86' · Thiago Macena 90+8' |  |

| 20 de março, Arena da Amazônia | Clipper       | 1 – 1 | JC              |  |
| 16h                            | Cristiano 83' |       | João Marcos 49' |  |

| 22 de março, Floro de Mendonça | Penarol           | 1 – 2 | Manaus                              |  |
| 15h                            | Douglas Ramos 63' |       | Douglas de Jesus 08' · Rafael 90+3' |  |

#### 4ª Rodada (folga:JC)
| 24 de março, Colina | Clipper          | 1 – 0 | Nacional-AM |  |
| 15h30               | Thiago Souza 37' |       |             |  |

| 24 de março, Arena da Amazônia | São Raimundo-AM | 1 – 1 | Princesa do Solimões |  |
| 20h30                          | Hemerson 54'    |       | Frank Alberto 18'    |  |

| 25 de março, Arena da Amazônia | Amazonas   | 1 – 0 | Penarol |  |
| 18h30                          | Murilo 15' |       |         |  |

| 14 de abril, Colina | Iranduba        | 1 – 3 | Manaus                                            |  |
| 20h35               | Savio 67' (pen) |       | Gilson 69' · Gabriel Davis 79' · Alex Douglas 85' |  |

#### 5ª Rodada (folga:Iranduba)
| 27 de março, Arena da Amazônia | Clipper     | 1 – 1 | São Raimundo-AM |  |
| 16h                            | Charles 71' |       | Henrique 85'    |  |

| 28 de março, Floro de Mendonça | JC | 0 – 3 | Amazonas                                     |  |
| 15h                            |    |       | Pedro Igor 13', 60' · Antônio Wellington 69' |  |

| 29 de março, Floro de Mendonça | Penarol                  | 2 – 1 | Nacional-AM        |  |
| 15h                            | Wanderlan 20' · Ivan 51' |       | Arilsson 75' (pen) |  |

| 17 de abril, Colina | Manaus | 0 – 0 | Princesa do Solimões |  |
| 16h05               |        |       |                      |  |

#### 6ª Rodada (folga:Penarol)
| 31 de março, Carlos Zamith | Clipper                               | 2 – 4 | Amazonas                                                 |  |
| 15h30                      | Charles 80' · Raphael Bruno 83' (pen) |       | Diego 31' · Pedro Igor 55', 61' · Antônio Wellington 63' |  |

| 31 de março, Arena da Amazônia | Manaus                             | 2 – 1 | São Raimundo-AM |  |
| 20h30                          | Diego Rosa 43' · Gabriel Davis 61' |       | Edison 56'      |  |

| 1º de abril, Colina | Iranduba                      | 2 – 3 | JC                                         |  |
| 15h30               | Geraldo 10' · Savio 20' (pen) |       | Balotelli 43' · Rosivaldo 46' · Paulão 89' |  |

| 1º de abril, Gilbertão | Princesa do Solimões | 1 – 1 | Nacional-AM        |  |
| 15h30                  | Hayllan 48' (pen)    |       | Arilsson 40' (pen) |  |

#### 7ª Rodada (folga:Nacional)
| 3 de abril, Arena da Amazônia | Amazonas | 0 – 4 | Manaus                                                  |  |
| 16h                           |          |       | Gilson 53' · Marcos Erivelton 55' · Diego Rosa 56', 78' |  |

| 4 de abril, Floro de Mendonça | Penarol | 0 – 1 | Clipper     |  |
| 15h                           |         |       | Charles 40' |  |

| 4 de abril, Carlos Zamith | São Raimundo-AM                               | 4 – 1 | Iranduba        |  |
| 15h30                     | Raylson 11', 20' · Ramon 88' · Hemerson 90+2' |       | Savio 60' (pen) |  |

| 5 de abril, Floro de Mendonça | JC         | 1 – 3 | Princesa do Solimões                            |  |
| 15h                           | Jean 90+1' |       | Frank Alberto 05' · Luciano 39' · Guilherme 65' |  |

#### 8ª Rodada (folga:Princesa do Solimões)
| 7 de abril, Colina | Iranduba           | 2 – 10 | Clipper |  |
| 16h                | Gabriel 38', 45+2' |        | Wladier 10', 50' · Matheus 14' · Charles 18' · Raphael Bruno 22', 35' · Thiago Souza 53' · Raimundo 60' · Lidio 80' · Cristiano 82' |  |

| 7 de abril, Arena da Amazônia | São Raimundo-AM                            | 3 – 3 | Amazonas                                               |  |
| 20h30                         | Milano 32' · Ramon 45+1' · Tiago Costa 49' |       | Antônio Wellington 04' · Marion 46' (pen) · Hiziel 57' |  |

| 8 de abril, Floro de Mendonça | JC | 0 – 1 | Penarol     |  |
| 15h                           |    |       | Douglas 84' |  |

| 11 de abril, Carlos Zamith | Nacional-AM     | 1 – 0 | Manaus |  |
| 15h30                      | Cleberson 45+4' |       |        |  |

#### 9ª Rodada (folga:Manaus)
| 10 de abril, Gilbertão | Princesa do Solimões                       | 2 – 0 | Clipper |  |
| 15h30                  | Guilherme Lima 22' · Luciano Tavares 45+2' |       |         |  |

| 10 de abril, Arena da Amazônia | Amazonas               | 2 – 1 | Iranduba          |  |
| 16h05                          | Ibson 11' · Marion 51' |       | Gabriel Ceará 49' |  |

| 11 de abril, Colina | São Raimundo-AM                | 2 – 1 | Penarol             |  |
| 18h                 | Raylson 64' · Lucas Duarte 82' |       | Henrique Coelho 42' |  |

| 14 de abril, Carlos Zamith | Nacional-AM          | 1 – 2 | JC                                 |  |
| 15h30                      | Roberto Henrique 33' |       | Vinicius Rangel 44' · Jeferson 88' |  |

### Fase final
Em itálico, as equipes que jogam pelo empate no placar agregado e com mando de campo na partida de volta por terem conseguido melhor campanha na Primeira Fase e em negrito os times classificados à etapa seguinte.
|  | Quartas de final     | Quartas de final     | Quartas de final | Quartas de final |   |                 | Semifinais     | Semifinais     | Semifinais     | Semifinais     |  |        | Final           | Final           | Final           | Final           |  |  |
|  | 21 a 27 de abril     | 21 a 27 de abril     | 21 a 27 de abril | 21 a 27 de abril |   |                 | 1º a 9 de maio | 1º a 9 de maio | 1º a 9 de maio | 1º a 9 de maio |  |        | 15 e 22 de maio | 15 e 22 de maio | 15 e 22 de maio | 15 e 22 de maio |  |  |
|  |                      |                      |                  |                  |   |                 |                |                |                |                |  |        |                 |                 |                 |                 |  |  |
|  | Manaus               | 2                    | 5                | 7                |   |                 |                |                |                |                |  |        |                 |                 |                 |                 |  |  |
|  | JC                   | 0                    | 1                | 1                |   |                 |                |                |                |                |  |        |                 |                 |                 |                 |  |  |
|  | JC                   | 0                    | 1                | 1                |   | Manaus          | 3              | 3              | 6              |                |  |        |                 |                 |                 |                 |  |  |
|  |                      |                      |                  |                  |   | Manaus          | 3              | 3              | 6              |                |  |        |                 |                 |                 |                 |  |  |
|  |                      | Nacional-AM          | 0                | 1                | 1 |                 |                |                |                |                |  |        |                 |                 |                 |                 |  |  |
|  | Nacional-AM          | Nacional-AM          | 0                | 1                | 1 | 0               | 1              | 1              |                |                |  |        |                 |                 |                 |                 |  |  |
|  | Nacional-AM          |                      |                  |                  |   | 0               | 1              | 1              |                |                |  |        |                 |                 |                 |                 |  |  |
|  | Clipper              | 0                    | 1                | 1                |   |                 |                |                |                |                |  |        |                 |                 |                 |                 |  |  |
|  | Clipper              | 0                    | 1                | 1                |   |                 |                |                |                |                |  | Manaus | 1               | 3               | 4               |                 |  |  |
|  |                      |                      |                  |                  |   |                 |                |                |                |                |  | Manaus | 1               | 3               | 4               |                 |  |  |
|  |                      | São Raimundo-AM      | 2                | 2                | 4 |                 |                |                |                |                |  |        |                 |                 |                 |                 |  |  |
|  | Amazonas             | São Raimundo-AM      | 2                | 2                | 4 | 2               | 1              | 3              |                |                |  |        |                 |                 |                 |                 |  |  |
|  | Amazonas             |                      |                  |                  |   | 2               | 1              | 3              |                |                |  |        |                 |                 |                 |                 |  |  |
|  | São Raimundo-AM      | 1                    | 3                | 4                |   |                 |                |                |                |                |  |        |                 |                 |                 |                 |  |  |
|  | São Raimundo-AM      | 1                    | 3                | 4                |   | São Raimundo-AM | 5              | 2              | 7              |                |  |        |                 |                 |                 |                 |  |  |
|  |                      |                      |                  |                  |   | São Raimundo-AM | 5              | 2              | 7              |                |  |        |                 |                 |                 |                 |  |  |
|  |                      | Princesa do Solimões | 2                | 3                | 5 |                 |                |                |                |                |  |        |                 |                 |                 |                 |  |  |
|  | Princesa do Solimões | Princesa do Solimões | 2                | 3                | 5 | 2               | 1              | 3              |                |                |  |        |                 |                 |                 |                 |  |  |
|  | Princesa do Solimões |                      |                  |                  |   | 2               | 1              | 3              |                |                |  |        |                 |                 |                 |                 |  |  |
|  | Penarol              | 1                    | 1                | 2                |   |                 |                |                |                |                |  |        |                 |                 |                 |                 |  |  |

#### Quartas de Final

##### Jogos de Ida
| 21 de abril, Floro de Mendonça | JC | 0 – 2 | Manaus                                     |  |
| 15h                            |    |       | Marcos Elivelton 30' · Luis Fernando 90+3' |  |

| 21 de abril, Colina | São Raimundo-AM | 1 – 2 | Amazonas                |  |
| 20h35               | Edison 40'      |       | Murilo 48' · Marion 77' |  |

| 22 de abril, Floro de Mendonça | Penarol  | 1 – 2 | Princesa do Solimões           |  |
| 15h                            | Ivan 14' |       | Felipe 03' · Frank Alberto 16' |  |

| 22 de abril, Colina | Clipper | 0 – 0 | Nacional-AM |  |
| 19h30               |         |       |             |  |

##### Jogos de volta
| 24 de abril, Carlos Zamith | Amazonas     | 1 – 3 | São Raimundo-AM                      |  |
| 16h05                      | Murilo 90+6' |       | Miliano 07' · Ivan 83' · Ramon 90+3' |  |

| 25 de abril, Colina | Nacional-AM           | 1 – 1 | Clipper              |  |
| 16h                 | Anderson Bandeira 57' |       | Charles Chenko 90+6' |  |

| 26 de abril, Colina | Manaus                                                                         | 5 – 1 | JC       |  |
| 16h05               | Anderson Paraíba 07' · Diego Rosa 13' · Erivelton 18', 58' · Luiz Fernando 54' |       | Jean 38' |  |

| 27 de abril, Gilbertão | Princesa do Solimões | 1 – 1 | Penarol          |  |
| 15h30                  | Jonas 90+4'          |       | Lucas Espiga 45' |  |

#### Semifinais

##### Jogos de Ida
| 1º de maio, Colina | Nacional-AM | 0 – 3 | Manaus                                        |  |
| 16h05              |             |       | Assis 45+3' · Diego Rosa 75' (pen), 87' (pen) |  |

| 2 de maio, Carlos Zamith | São Raimundo-AM                                                                          | 5 – 2 | Princesa do Solimões    |  |
| 15h30                    | Dênis Maranhão 43' · Negueba 47' · Guilherme Moller 49' · Raylson 71' · Lucas Peteca 84' |       | Hayllan 63' · Frank 88' |  |

##### Jogos de Volta
| 8 de maio, Arena da Amazônia | Manaus                                       | 3 – 1 | Nacional-AM |  |
| 16h05                        | Vanílson 11' · Thiago Spice 57' · Philip 70' |       | Antony 63'  |  |

| 9 de Maio, Gilbertão | Princesa do Solimões                | 3 – 2 | São Raimundo-AM                |  |
| 15h30                | Neto Cabeção 46' · Hayllan 78', 83' |       | Rossini 41' · Lucas Peteca 64' |  |

#### Final

##### Jogo de Ida
| 15 de maio, Arena da Amazônia | São Raimundo-AM  | 2 – 1 | Manaus       |  |
| 16h05                         | Negueba 18', 47' |       | Vanilson 33' |  |

##### Jogo de Volta
| 22 de Maio, Arena da Amazônia | Manaus                                                 | 3 – 2 | São Raimundo-AM                    |  |
| 16h05                         | Gabriel Davis 37' · Diego Rosa 77' · Márcio Passos 96' |       | Rossini 08' · Tiago Amazonense 45' |  |

## Premiação
| Campeonato Amazonense de 2021 |
| ----------------------------- |
| Manaus                        |
| Manaus Campeão (4º título)    |

## Artilharia
| Gols | Jogador                               | Time                 |
| ---- | ------------------------------------- | -------------------- |
| 7    | Diego Rosa                            | Manaus               |
| 6    | Frank                                 | Princesa do Solimões |
| 6    | Negueba                               | São Raimundo-AM      |
| 5    | Hemerson                              | São Raimundo-AM      |
| 5    | Marion                                | Amazonas             |
| 5    | Charles Chenko                        | Clipper              |
| 5    | Vanilson                              | Manaus               |
| 4    | Flamel                                | Nacional-AM          |
| 4    | Erivelton                             | Manaus               |
| 4    | Raylson                               | São Raimundo-AM      |
| 4    | Pedro Igor                            | Amazonas             |
| 4    | Hayllan                               | Princesa do Solimões |
| 3    | Jones Roberto Anderson Bandeira       | Nacional-AM          |
| 3    | Raphinha                              | Clipper              |
| 3    | Wagner Balotelli Jean Batista         | JC                   |
| 3    | Gabriel Ceará Sávio                   | Iranduba             |
| 3    | Wellington Sabão Murilo Gomes         | Amazonas             |
| 3    | Ramon                                 | São Raimundo-AM      |
| 3    | Luciano                               | Princesa do Solimões |
| 3    | Douglas                               | Penarol              |
| 3    | Gabriel Davis                         | Manaus               |
| 2    | Geraldo                               | Iranduba             |
| 2    | Caíque Cristiano Natal Tiago Bigo     | Clipper              |
| 2    | Guilherme Jonas                       | Princesa do Solimões |
| 2    | Gilson Luiz Fernando Philip           | Manaus               |
| 2    | Ivan Lucas Espiga                     | Penarol              |
| 2    | Lucas Peteca Rossini Tiago Amazonense | São Raimundo-AM      |

| Gols | Jogador                                                                             | Time                 |
| ---- | ----------------------------------------------------------------------------------- | -------------------- |
| 1    | Lucas Gadelha Baé Max Nóbrega Cleberson Varane Antony                               | Nacional-AM          |
| 1    | Matheus Iton Edinho Canutama Lídio                                                  | Clipper              |
| 1    | China Miliano Denis Maranhão Gabriel Guilherme Moller Ivan                          | São Raimundo-AM      |
| 1    | Marcelo Cardoso Edinho Derlan Henquique Bahia                                       | Penarol              |
| 1    | Anderson Paraíba Alex Assis Douglas Lima Rafael Ibiapino Thiago Spice Márcio Passos | Manaus               |
| 1    | Jefferson João Marcos Paulão Vinícius Rosivaldo                                     | JC                   |
| 1    | Evanilson Diego Torres Soares Ibson                                                 | Amazonas             |
| 1    | Erick Thiaguinho Neto Cabeção                                                       | Princesa do Solimões |

## Classificação Geral
Observação: conforme o §2º do Artigo 11 do Regulamento Específico do Campeonato Amazonense de Futebol Profissional Série A 2021, os clubes de 3º a 9º colocados da competição serão definidos conforme seus desempenhos durante a Primeira Fase, independente de terem sido eliminados na fase de Quartas de Final ou nas Semifinais do campeonato.